# Lagynochthonius brincki
Espèce
Synonymes
- Tyrannochthonius brincki Beier, 1973

Lagynochthonius brincki est une espèce de pseudoscorpions de la famille des Chthoniidae.

## Distribution
Cette espèce se rencontre au Sri Lanka et en Thaïlande.

## Publication originale
- Beier, 1973 : Pseudoscorpionidea von Ceylon. Entomologica Scandinavica, vol. 4, Supplement, p. 39-55.